# 70781 Donnelly
70781 Donnelly è un asteroide della fascia principale. Scoperto nel 1999, presenta un'orbita caratterizzata da un semiasse maggiore pari a 2,6427763 UA e da un'eccentricità di 0,1306454, inclinata di 3,22041° rispetto all'eclittica.